# 海兴县各级文物保护单位列表
以下为河北省沧州市海兴县各级文物保护单位列表。

## 河北省文物保护单位
| 3-6-7  | 刘阳墓       | 汉     | 沧州市海兴县小山村西 |  |
| V-1-54 | 海兴制盐遗址 | 周至汉 | 沧州市海兴县军区盐场 |  |